# واقعية نقدية (فلسفة الإدراك)
الواقعية النقدية في مفهوم البحث والتحقيق العلمي والاكاديمي، هو مصطلح فلسفي نظري يقول ان بعض البيانات التي نلتمسها بحواسنا تمثل بدقة حقيقة الاشياء التي نحسها بينما بعضها الآخر لا يمثل بدقة أي من الاشياء في الحقيقة. بمعنى اخر، تدعوا النظرية أن واقعنا هو تصور عقلي بحت يحاول ان يفسر الحقيقة بناء على ما يدركه العقل.

## الواقعية النقدية الاميركية
من أهم واضعي فكرة الواقعية النقدية الاميركية هو ولفريد سيلارز وجاءت كرد لافكار «الحقيقة المباشرة» والمثالية والبراغماتية. وتدور الفكرة حول ضرورة وجود اشياء وسيطة تربط بين ما هو حقيقي وبين ما يدركه العقل عن طريق الحواس. والناحية الجديدة التي ادخلتها هذه الفكرة ان ليس بالضرورة ان تكون هذه الاشياء الوسيطة فكرية بحتة، بل قد تكون خصائص، جوهر أو أي من الخصائص المركبة.

## اعلام الواقعية النقدية
ن أهم فلاسفة الواقعية النقدية: جون لوك، رينيه ديكارت، ولفرد سيلر، صمويل ألكسندر، جون كوك ولسن، هارولد بيكارد، هنري برايس وتشارلي دانبار برود.

## للاستزادة
- منطق
- بحث علمي
- بحث على أساس علمي
- بحث علمي تجريبي
- مناهج البحث العلمي
- مناهج النقد الحديث